# 条纹蛙鳚
条纹蛙鳚（学名：Istiblennius edentulus）为輻鰭魚綱鱸形目鳚科蛙鳚属的其中一種鱼类。

## 分布
本魚分布于非洲东岸、红海、印度太平洋區，包括紅海、東非、模里西斯、留尼旺、阿曼、葉門、斯里蘭卡、印度、馬爾地夫、馬來西亞、臺灣、西沙群岛、日本鹿儿岛、中國、越南、菲律賓、印尼、澳洲昆士兰、關島、密克羅尼西亞、萨莫亚群岛、馬里亞納群島、斐濟、帛琉、東加、吉里巴斯、吐瓦魯、法屬波里尼西亞等海域。该物种的模式产地在社会群岛。

## 深度
水深1至5公尺。

## 特徵
本魚體延長，具不分支的眼上鬚，眼後具2條前藍後紅的細橫紋。背鰭長，腹鰭喉位。體棕綠、深褐色甚至黑色，具6至7條深色橫帶，背鰭與臀鰭具淡藍色縱紋或佈滿紅褐色斑點，背鰭硬棘12至13枚；背鰭軟條19至21枚；臀鰭硬棘2枚；臀鰭軟條21至23枚，體長可達16公分。

## 生態
本魚棲息在岩礁區，常躲在岩縫中，善跳躍，遇到危險時能跳離潮池避難，可以短暫離開潮池在礁石和海草間活動，直接呼吸空氣。屬雜食性，以藻類及小型無脊椎動物為食。

## 經濟利用
可做為觀賞魚。